# Apamea umbrifacta
Apamea umbrifacta är en fjärilsart som beskrevs av George Francis Hampson 1910. Apamea umbrifacta ingår i släktet Apamea och familjen nattflyn. Inga underarter finns listade i Catalogue of Life.